# War Tour
War Tour – trzecia trasa koncertowa grupy muzycznej U2; w jej trakcie odbyło się sto dziewięć koncertów.
1. 1 grudnia 1982 – Glasgow, Szkocja – Tiffany’s
2. 2 grudnia 1982 – Manchester, Anglia – Manchester Apollo
3. 3 grudnia 1982 – Leicester, Anglia – De Montfort Hall
4. 4 grudnia 1982 – Londyn, Anglia – Odeon
5. 5 grudnia 1982 – Londyn, Anglia – Lyceum Ballroom
6. 6 grudnia 1982 – Londyn, Anglia – Hammersmith Palais
7. 8 grudnia 1982 – Utrecht, Holandia – Muziekcentrum Vredenburg
8. 9 grudnia 1982 – Groningen, Holandia – Martinihal
9. 10 grudnia 1982 – Mechelen, Belgia – Volksbelang
10. 11 grudnia 1982 – Deinze, Belgia – Brielport
11. 12 grudnia 1982 – Genk, Belgia – Limburghal
12. 14 grudnia 1982 – Kopenhaga, Dania – Folketeatret
13. 15 grudnia 1982 – Sztokholm, Szwecja – Konserthuset
14. 16 grudnia 1982 – Oslo, Norwegia – nieznane miejsce koncertu
15. 18 grudnia 1982 – Cork, Irlandia – City Hall
16. 19 grudnia 1982 – Galway, Irlandia – Leisureland
17. 20 grudnia 1982 – Belfast, Irlandia Północna – Maysfield Leisure Centre
18. 22 grudnia 1982 – Dublin, Irlandia – SFX
19. 23 grudnia 1982 – Dublin, Irlandia – SFX
20. 24 grudnia 1982 – Dublin, Irlandia – SFX
21. 26 lutego 1983 – Dundee, Szkocja – Caird Hall
22. 27 lutego 1983 – Aberdeen, Szkocja – Capitol Theatre
23. 28 lutego 1983 – Edynburg, Szkocja – Edinburgh Playhouse
24. 1 marca 1983 – Newcastle upon Tyne, Anglia – City Hall
25. 2 marca 1983 – Lancaster, Anglia – Lancaster University
26. 3 marca 1983 – Liverpool, Anglia – Royal Court Theatre
27. 4 marca 1983 – Hanley, Anglia – Victoria Hall
28. 6 marca 1983 – Portsmouth, Anglia – Guildhall
29. 7 marca 1983 – Bristol, Anglia – Colston Hall
30. 8 marca 1983 – Exeter, Anglia – Exeter University
31. 9 marca 1983 – Poole, Anglia – Arts Center
32. 10 marca 1983 – Birmingham, Anglia – Birmingham Odeon
33. 11 marca 1983 – Cardiff, Walia – St. David’s Hall
34. 13 marca 1983 – Brighton, Anglia – Top Rank
35. 14 marca 1983 – Londyn, Anglia – Hammersmith Odeon
36. 15 marca 1983 – Ipswich, Anglia – Gaumont Theatre
37. 17 marca 1983 – Sheffield, Anglia – City Hall
38. 18 marca 1983 – Leeds, Anglia – Leeds University
39. 19 marca 1983 – Manchester, Anglia – Manchester Apollo
40. 20 marca 1983 – Derby, Anglia – Assembly Rooms
41. 21 marca 1983 – Londyn, Anglia – Hammersmith Odeon
42. 22 marca 1983 – Londyn, Anglia – Hammersmith Palais
43. 24 marca 1983 – Glasgow, Szkocja – Tiffany’s
44. 25 marca 1983 – Liverpool, Anglia – Royal Court Theatre
45. 26 marca 1983 – Newcastle upon Tyne, Anglia – City Hall
46. 27 marca 1983 – Birmingham, Anglia – Birmingham Odeon
47. 28 marca 1983 – Nottingham, Anglia – Nottingham Royal Concert Hall
48. 29 marca 1983 – Londyn, Anglia – Hammersmith Palais
49. 3 kwietnia 1983 – Bourges, Francja – Festival De Printemps
50. 23 kwietnia 1983 – Chapel Hill, Karolina Północna, USA – Kenan Memorial Stadium
51. 24 kwietnia 1983 – Norfolk, Wirginia, USA – Chrysler Hall
52. 25 kwietnia 1983 – College Park, Maryland, USA – Cole Field House
53. 27 kwietnia 1983 – Auburn, Nowy Jork, USA – Cayuga County Community College Gym
54. 28 kwietnia 1983 – Rochester, Nowy Jork, USA – Rochester Institute of Technology Ice Rink
55. 29 kwietnia 1983 – Delhi, Nowy Jork, USA – State University of New York
56. 30 kwietnia 1983 – Providence, Rhode Island, USA – Marvel Gymnasium
57. 1 maja 1983 – Stony Brook, Nowy Jork, USA – State University of New York
58. 3 maja 1983 – Pittsburgh, Pensylwania, USA – Fulton Theater
59. 5 maja 1983 – Boston, Massachusetts, USA – Orpheum Theatre
60. 6 maja 1983 – Boston, Massachusetts, USA – Orpheum Theatre
61. 7 maja 1983 – Albany, Nowy Jork, USA – State University of New York
62. 8 maja 1983 – Hartford, Connecticut, USA – Trinity College
63. 10 maja 1983 – New Haven, Connecticut, USA – Woolsey Hall
64. 11 maja 1983 – Nowy Jork, Nowy Jork, USA – Palladium
65. 12 maja 1983 – Passaic, New Jersey, USA – Capitol Theatre
66. 13 maja 1983 – Upper Darby, Pensylwania, USA – Tower Theater
67. 14 maja 1983 – Upper Darby, Pensylwania, USA – Tower Theater
68. 16 maja 1983 – Buffalo, Nowy Jork, USA – Shea's Buffalo
69. 17 maja 1983 – Toronto, Kanada – Massey Hall
70. 19 maja 1983 – Cleveland, Ohio, USA – Public Auditorium
71. 20 maja 1983 – Detroit, Michigan, USA – Grand Circus Theater
72. 21 maja 1983 – Chicago, Illinois, USA – Aragon Ballroom
73. 22 maja 1983 – Minneapolis, Minnesota, USA – Northrop Auditorium
74. 25 maja 1983 – Vancouver, Kanada – Queen Elizabeth Theatre
75. 26 maja 1983 – Seattle, Waszyngton, USA – Parmount Theatre
76. 27 maja 1983 – Portland, Oregon, USA – Parmount Theatre
77. 30 maja 1983 – Devore, Kalifornia, USA – Glen Helen Pavillion
78. 1 czerwca 1983 – San Francisco, Kalifornia, USA – Civic Auditorium
79. 3 czerwca 1983 – Salt Lake City, Utah, USA – Salt Palace
80. 5 czerwca 1983 – Morrison, Kolorado, USA – Red Rocks Amphitheatre
81. 6 czerwca 1983 – Boulder, Kolorado, USA – Coor Events Center
82. 7 czerwca 1983 – Wichita, Kansas, USA – Cotillion Ballroom
83. 8 czerwca 1983 – Kansas City, Kansas, USA – Memorial Hall
84. 9 czerwca 1983 – Tulsa, Oklahoma, USA – Brady Theater
85. 10 czerwca 1983 – Norman, Oklahoma, USA – Lloyd Noble Center
86. 11 czerwca 1983 – Austin, Teksas, USA – The Meadows
87. 13 czerwca 1983 – Dallas, Teksas, USA – Bronco Bowl
88. 14 czerwca 1983 – Houston, Teksas, USA – Houston Music Hall
89. 17 czerwca 1983 – Los Angeles, Kalifornia, USA – Los Angeles Sports Arena
90. 21 czerwca 1983 – Orlando, Floryda, USA – Jai Alai Fronton Hall
91. 22 czerwca 1983 – Tampa, Floryda, USA – Curtis Nixon Hall
92. 23 czerwca 1983 – Miami, Floryda, USA – Sunrise Musical Theater
93. 24 czerwca 1983 – Jacksonville, Floryda, USA – Jacksonville Memorial Coliseum
94. 25 czerwca 1983 – Atlanta, Georgia, USA – Atlanta Civic Center
95. 27 czerwca 1983 – New Haven, Connecticut, USA – New Haven Coliseum
96. 28 czerwca 1983 – Worcester, Massachusetts, USA – The Centrum
97. 29 czerwca 1983 – New York City, Nowy Jork, USA – Pier 84
98. 2 lipca 1983 – Torhout, Belgia – Torhout Festival
99. 3 lipca 1983 – Werchter, Belgia - Werchter Festival
100. 14 sierpnia 1983 – Dublin, Irlandia – Phoenix Park Racecourse
101. 20 sierpnia 1983 – St. Goarshausen, Niemcy Zachodnie – Lorelei Amphitheatre
102. 21 sierpnia 1983 – Oslo, Norwegia – Kalvøya Festival
103. 16 listopada 1983 – Honolulu, Hawaje, USA – NBC Arena
104. 22 listopada 1983 – Osaka, Japonia – Festival Hall
105. 23 listopada 1983 – Seto, Japonia – Seto-shi Bunka Centre
106. 26 listopada 1983 – Tokio, Japonia – Nakano Sun Plaza
107. 27 listopada 1983 – Tokio, Japonia – Nakano Sun Plaza
108. 29 listopada 1983 – Tokio, Japonia – Nakano Sun Plaza
109. 30 listopada 1983 – Tokio, Japonia - Nakano Sun Plaza